# Desa Citeko (administrativ by i Indonesien, lat -6,70, long 106,94)
Desa Citeko är en administrativ by i Indonesien.   Den ligger i provinsen Jawa Barat, i den västra delen av landet, 60 km söder om huvudstaden Jakarta.